# Jozef Zselenák
Jozef Zselenák, též József Zselenák (* 20. dubna 1927), byl slovenský a československý politik KSS (Komunistické strany Slovenska) maďarské národnosti a poúnorový poslanec Národního shromáždění ČSSR a Sněmovny lidu Federálního shromáždění, po sametové revoluci poslanec Slovenské národní rady.

## Biografie
Ve volbách roku 1964 byl zvolen za KSS do Národního shromáždění ČSSR za Východoslovenský kraj. V Národním shromáždění zasedal až do konce volebního období parlamentu v roce 1968. Patřil mezi 10 etnických Maďarů zvolených v roce 1964 do Národního shromáždění.
K roku 1968 se profesně uvádí jako předseda JZD z obvodu Kráľovský Chlmec.
Po federalizaci Československa usedl roku 1969 do Sněmovny lidu Federálního shromáždění (volební obvod Kráľovský Chlmec), kde setrval do konce volebního období, tedy do voleb v roce 1971.
Do politiky se vrátil ještě po sametové revoluci. Ve volbách roku 1990 byl zvolen za KSS (součást KSČS), později transformovaná na SDĽ, do Slovenské národní rady.